# Campionatul European de Baschet Feminin din 2015
Campionatul European de Baschet Feminin din 2015 (sau EuroBaschet Feminin 2015) a fost a 35-a ediție a turneului european de baschet feminin, aflat sub egida FIBA Europe. Turneul a fost găzduit de Ungaria, țară care se află la a cincea organizare după 1950, 1964, 1983 și 1997, și România, aflată la a doua organizare după 1966. Turneul s-a desfășurat în perioada 11–28 iunie 2015.
Serbia și-a adjudecat primul titlu, câștigând în finală cu 76–68 în fața Franței.

## Selecția țării gazdă
Șase țări și-au expirmat inițial intenția de a organiza turneulː Belarus și Lituania (care au aplicat pentru o găzduire comună); Ungaria, Israel, Serbia și Spania. Lituania a refuzat ulterior o candidatură comună iar în cele din urmă două țări au trimis o candidatură oficială, Belarus și Ungaria.
Decizia finală a fost luată de comitetul FIBA Europe pe data de 18 decembrie 2011, la întâlnirea de la München. Ungariei i-au fost acordate drepturile de organizare prin vot majoritar. Președintele FIBA Europe, Ólafur Rafnsson, era de părere că „Ungaria a fost o alegere excelentă deoarece are tradiție în baschet și în special în cel feminin.” Atilla Czene, Ministrul Sportului și Resurselor Naturale, a fost de asemenea mulțumit, afirmând că acest campionat oferă o oportunitate majoră pentru a îmbunătăți și extinde infrastructura, deoarece ținta Ungariei „este să investească în sport, iar baschetul este un principal sport de echipă.” „Ca fost campion olimpic, sunt bucuros că putem reintroduce sportul de echipă în Ungaria. Baschetul este puțin în urma handbalului în momentul de față, și încercăm să înlăturăm această gaură. În 2015 putem să facem progrese” - a adăugat el.
Federația Română de Baschet a anunțat că FIBA Europe le-a oferit dreptul de a co-organiza EuroBaschet-ul feminin în 2015, împreună cu Ungaria. Inițial, Ungaria era singura țară gazdă. În România, meciurile din grupe se vor desfășura la Oradea și Timișoara.

## Arene
| Locație     | Imagine | Oraș        | Arenă                               | Capacitate | Runda         |
| ----------- | ------- | ----------- | ----------------------------------- | ---------- | ------------- |
| Budapesta   |         | Budapesta   | Centrul de Sport și Evenimente Syma | 5.500      | Runda finală  |
| Debrețin    |         | Debrețin    | Sala Főnix                          | 5.500      | Runda secundă |
| Győr        |         | Győr        | Audi Aréna                          | 5.000      | Runda secundă |
| Szombathely |         | Szombathely | Arena Savaria                       | 4.000      | Prima rundă   |
| Sopron      |         | Sopron      | MKB Aréna Sopron                    | 2.500      | Prima rundă   |
| Oradea      |         | Oradea      | Arena „Antonio Alexe”               | 2.500      | Prima rundă   |
| Timișoara   |         | Timișoara   | Sala Polivalentă „Politehnica”      | 3.000      | Prima rundă   |

## Calificare
Perioada de calificare s-a desfășurat între 7 iunie 2013 și 25 iunie 2014.

### Echipe calificate
| Țară         | Rezultatul calificării                                                                            | Data calificării  | Ultima participare | Cel mai bun rezultat la turneu | CM |
| ------------ | ------------------------------------------------------------------------------------------------- | ----------------- | ------------------ | ------------------------------ | -- |
| Ungaria      | Țara gazdă                                                                                        | 18 decembrie 2011 | 2009               | Locul 2 (1950, 1956)           | 55 |
| România      | Țara gazdă                                                                                        | 19 mai 2012       | 2007               | Locul 4 (1962, 1964, 1966)     | 55 |
| Turcia       | Țara gazdă a Campionatului Mondial de Baschet Feminin 2014 și locul 3 la EuroBaschet Feminin 2013 | 13 martie 2011    | 2013               | Locul 2 (2011)                 | 13 |
| Grecia       | Câștigătoarea primei runde de calificare                                                          | 25 iunie 2013     | 2011               | Locul 5 (2009)                 | 22 |
| Serbia       | Locul 4 în 2013                                                                                   | 26 iunie 2013     | 2013               | Locul 4 (2013)                 | 29 |
| Spania       | Câștigătoarea din 2013                                                                            | 26 iunie 2013     | 2013               | Campioni (1993, 2013)          | 6  |
| Cehia        | Locul 6 în 2013                                                                                   | 27 iunie 2013     | 2013               | Campioni (2005)                | 5  |
| Franța       | Locul 2 în 2013                                                                                   | 27 iunie 2013     | 2013               | Campioni (2001, 2009)          | 4  |
| Belarus      | Locul 5 în 2013                                                                                   | 28 iunie 2013     | 2013               | Locul 3 (2007)                 | 10 |
| Croația      | Câștigătoarea grupei de calificare F                                                              | 22 iunie 2014     | 2013               | Locul 5 (2011)                 | 19 |
| Suedia       | Locul 2 în grupa de calificare E                                                                  | 22 iunie 2014     | 2013               | Locul 7 (1987, 2013)           | 43 |
| Letonia      | Câștigătoarea grupei de calificare C                                                              | 22 iunie 2014     | 2013               | Locul 4 (2007)                 | 16 |
| Polonia      | Locul 2 în grupa de calificare A                                                                  | 22 iunie 2014     | 2011               | Campioni (1999)                | 39 |
| Ucraina      | Locul 2 în grupa de calificare D                                                                  | 23 iunie 2014     | 2013               | Campioni (1995)                | 43 |
| Rusia        | Câștigătoarea grupei de calificare E                                                              | 25 iunie 2014     | 2013               | Campioni (2003, 2007, 2011)    | 3  |
| Slovacia     | Câștigătoarea grupei de calificare A                                                              | 25 iunie 2014     | 2013               | Locul 2 (1997)                 | 33 |
| Italia       | Locul 2 în grupa de calificare C                                                                  | 25 iunie 2014     | 2013               | Campioni (1938)                | 28 |
| Lituania     | Câștigătoarea grupei de calificare B                                                              | 25 iunie 2014     | 2013               | Campioni (1997)                | 15 |
| Regatul Unit | Locul 2 în grupa de calificare B                                                                  | 25 iunie 2014     | 2013               | Locul 9 (2013)                 | 24 |
| Muntenegru   | Câștigătoarea grupei de calificare D                                                              | 25 iunie 2014     | 2013               | Locul 6 (2011)                 | 34 |

## Tragerea la sorți
Tragerea la sorți a avut loc pe data de 20 noiembrie 2014 în Budapesta, Ungaria.

### Urne valorice
Aranjarea a fost anunțată pe 20 noiembrie 2014. Conform reglementărilor FIBA Europe, echipele participante sunt aranjate conform rezultatelor de la ediția precedentă (2013) a turneului (cele cu cifra în paranteză) sau pe baza rezultatelor din proba de calificare (cele cu litera Q în paranteze).
| Urna 1                                      | Urna 2                                           | Urna 3                                               | Urna 4                                                    | Urna 5                                                               |
| ------------------------------------------- | ------------------------------------------------ | ---------------------------------------------------- | --------------------------------------------------------- | -------------------------------------------------------------------- |
| Spania (1) Franța (2) Turcia (3) Serbia (4) | Belarus (5) Cehia (6) Croația (Q1) Slovacia (Q2) | Lituania (Q3) Ucraina (Q4) Polonia (Q5) Letonia (Q6) | Muntenegru (Q7) · Rusia (Q8) · Suedia (Q9) · Italia (Q10) | Regatul Unit (Q11) · Grecia (Q1) · Ungaria (gazdă) · România (gazdă) |

## Prima rundă

### Grupa A
| Loc | Echipa     | MJ | V | Î | PM  | PP  | PD  | Pct | Calificare                   |
| --- | ---------- | -- | - | - | --- | --- | --- | --- | ---------------------------- |
| 1   | Franța     | 4  | 4 | 0 | 319 | 264 | +55 | 8   | Se califică în runda secundă |
| 2   | Muntenegru | 4  | 3 | 1 | 301 | 263 | +38 | 7   | Se califică în runda secundă |
| 3   | Cehia      | 4  | 2 | 2 | 289 | 306 | −17 | 6   | Se califică în runda secundă |
| 4   | Ucraina    | 4  | 1 | 3 | 283 | 314 | −31 | 5   |                              |
| 5   | România    | 4  | 0 | 4 | 270 | 315 | −45 | 4   |                              |

| 11 iunie 2015 |  |       |  |            |  |
| Muntenegru    |  | 71–52 |  | Cehia      |  |
| Ucraina       |  | 55–79 |  | Franța     |  |
| 12 iunie 2015 |  |       |  |            |  |
| Cehia         |  | 80–79 |  | Ucraina    |  |
| România       |  | 61–79 |  | Muntenegru |  |
| 13 iunie 2015 |  |       |  |            |  |
| Franța        |  | 85–75 |  | Cehia      |  |
| Ucraina       |  | 78–71 |  | România    |  |
| 14 iunie 2015 |  |       |  |            |  |
| Muntenegru    |  | 84–71 |  | Ucraina    |  |
| România       |  | 67–76 |  | Franța     |  |
| 15 iunie 2015 |  |       |  |            |  |
| Franța        |  | 79–67 |  | Muntenegru |  |
| Cehia         |  | 82–71 |  | România    |  |

### Grupa B
| Loc | Echipa  | MJ | V | Î | PM  | PP  | PD  | Pct | Calificare                   |
| --- | ------- | -- | - | - | --- | --- | --- | --- | ---------------------------- |
| 1   | Belarus | 4  | 4 | 0 | 299 | 234 | +65 | 8   | Se califică în runda secundă |
| 2   | Turcia  | 4  | 3 | 1 | 220 | 215 | +5  | 7   | Se califică în runda secundă |
| 3   | Grecia  | 4  | 2 | 2 | 217 | 239 | −22 | 6   | Se califică în runda secundă |
| 4   | Italia  | 4  | 1 | 3 | 232 | 241 | −9  | 5   |                              |
| 5   | Polonia | 4  | 0 | 4 | 208 | 247 | −39 | 4   |                              |

| 11 iunie 2015 |  |       |        |         |  |
| Polonia       |  | 54–57 |        | Turcia  |  |
| Italia        |  | 76–85 | (d.p.) | Belarus |  |
| 12 iunie 2015 |  |       |        |         |  |
| Grecia        |  | 51–46 |        | Italia  |  |
| Belarus       |  | 65–49 |        | Polonia |  |
| 13 iunie 2015 |  |       |        |         |  |
| Polonia       |  | 50–59 |        | Grecia  |  |
| Turcia        |  | 52–67 |        | Belarus |  |
| 14 iunie 2015 |  |       |        |         |  |
| Italia        |  | 66–55 |        | Polonia |  |
| Grecia        |  | 50–61 |        | Turcia  |  |
| 15 iunie 2015 |  |       |        |         |  |
| Belarus       |  | 82–57 |        | Grecia  |  |
| Turcia        |  | 50–44 |        | Italia  |  |

### Grupa C
| Loc | Echipa       | MJ | V | Î | PM  | PP  | PD  | Pct | Calificare                   |
| --- | ------------ | -- | - | - | --- | --- | --- | --- | ---------------------------- |
| 1   | Rusia        | 4  | 3 | 1 | 293 | 223 | +70 | 7   | Se califică în runda secundă |
| 2   | Serbia       | 4  | 3 | 1 | 294 | 263 | +31 | 7   | Se califică în runda secundă |
| 3   | Croația      | 4  | 2 | 2 | 277 | 305 | −28 | 6   | Se califică în runda secundă |
| 4   | Letonia      | 4  | 2 | 2 | 258 | 263 | −5  | 6   |                              |
| 5   | Regatul Unit | 4  | 0 | 4 | 222 | 290 | −68 | 4   |                              |

| 11 iunie 2015 |  |       |  |              |  |
| Letonia       |  | 60–76 |  | Serbia       |  |
| Rusia         |  | 83–62 |  | Croația      |  |
| 12 iunie 2015 |  |       |  |              |  |
| Croația       |  | 67–63 |  | Letonia      |  |
| Regatul Unit  |  | 40–71 |  | Rusia        |  |
| 13 iunie 2015 |  |       |  |              |  |
| Letonia       |  | 67–58 |  | Regatul Unit |  |
| Serbia        |  | 89–72 |  | Croația      |  |
| 14 iunie 2015 |  |       |  |              |  |
| Regatul Unit  |  | 54–76 |  | Serbia       |  |
| Rusia         |  | 62–68 |  | Letonia      |  |
| 15 iunie 2015 |  |       |  |              |  |
| Croația       |  | 76–70 |  | Regatul Unit |  |
| Serbia        |  | 53–77 |  | Rusia        |  |

### Grupa D
| Loc | Echipa   | MJ | V | Î | PM  | PP  | PD  | Pct | Calificare                   |
| --- | -------- | -- | - | - | --- | --- | --- | --- | ---------------------------- |
| 1   | Spania   | 4  | 4 | 0 | 287 | 245 | +42 | 8   | Se califică în runda secundă |
| 2   | Slovacia | 4  | 2 | 2 | 312 | 316 | −4  | 6   | Se califică în runda secundă |
| 3   | Lituania | 4  | 2 | 2 | 279 | 291 | −12 | 6   | Se califică în runda secundă |
| 4   | Suedia   | 4  | 1 | 3 | 269 | 269 | 0   | 5   |                              |
| 5   | Ungaria  | 4  | 1 | 3 | 261 | 287 | −26 | 5   |                              |

| 11 iunie 2015 |  |       |  |          |  |
| Suedia        |  | 69–72 |  | Slovacia |  |
| Lituania      |  | 58–72 |  | Spania   |  |
| 12 iunie 2015 |  |       |  |          |  |
| Slovacia      |  | 85–79 |  | Lituania |  |
| Ungaria       |  | 63–72 |  | Suedia   |  |
| 13 iunie 2015 |  |       |  |          |  |
| Spania        |  | 82–81 |  | Slovacia |  |
| Lituania      |  | 72–66 |  | Ungaria  |  |
| 14 iunie 2015 |  |       |  |          |  |
| Suedia        |  | 68–70 |  | Lituania |  |
| Ungaria       |  | 46–69 |  | Spania   |  |
| 15 iunie 2015 |  |       |  |          |  |
| Spania        |  | 64–60 |  | Suedia   |  |
| Slovacia      |  | 74–86 |  | Ungaria  |  |

## Runda a doua

### Grupa E
| Loc | Echipa     | MJ | V | Î | PM  | PP  | PD  | Pct | Calificare                  |
| --- | ---------- | -- | - | - | --- | --- | --- | --- | --------------------------- |
| 1   | Turcia     | 5  | 4 | 1 | 299 | 262 | +37 | 9   | Se califică în runda finală |
| 2   | Franța     | 5  | 4 | 1 | 335 | 308 | +27 | 9   | Se califică în runda finală |
| 3   | Belarus    | 5  | 2 | 3 | 349 | 323 | +26 | 7   | Se califică în runda finală |
| 4   | Muntenegru | 5  | 2 | 3 | 319 | 340 | −21 | 7   | Se califică în runda finală |
| 5   | Grecia     | 5  | 2 | 3 | 299 | 328 | −29 | 7   |                             |
| 6   | Cehia      | 5  | 1 | 4 | 319 | 359 | −40 | 6   |                             |

1. 1 2  Franța–Turcia 56–66
2. ↑  Belarus 3pct/154:134 (+20) :: Belarus–Grecia 82–57. Muntenegru–Belarus 77–72
3. ↑  Muntenegru 3pct/140:148 (−8) :: Muntenegru–Belarus 77–72, Muntenegru–Grecia 63–76
4. ↑  Grecia 3pct/133:145 (−12) :: Belarus–Grecia 82–57. Muntenegru–Grecia 63–76

| 17 iunie 2015 |  |       |  |            |  |
| Turcia        |  | 61–41 |  | Muntenegru |  |
| Cehia         |  | 73–70 |  | Belarus    |  |
| Grecia        |  | 42–51 |  | Franța     |  |
| 19 iunie 2015 |  |       |  |            |  |
| Muntenegru    |  | 77–72 |  | Belarus    |  |
| Grecia        |  | 74–71 |  | Cehia      |  |
| Franța        |  | 56–66 |  | Turcia     |  |
| 21 iunie 2015 |  |       |  |            |  |
| Turcia        |  | 59–48 |  | Cehia      |  |
| Muntenegru    |  | 63–76 |  | Grecia     |  |
| Belarus       |  | 58–64 |  | Franța     |  |

### Grupa F
| Loc | Echipa   | MJ | V | Î | PM  | PP  | PD   | Pct | Calificare                  |
| --- | -------- | -- | - | - | --- | --- | ---- | --- | --------------------------- |
| 1   | Spania   | 5  | 5 | 0 | 406 | 328 | +78  | 10  | Se califică în runda finală |
| 2   | Lituania | 5  | 3 | 2 | 371 | 367 | +4   | 8   | Se califică în runda finală |
| 3   | Rusia    | 5  | 3 | 2 | 366 | 320 | +46  | 8   | Se califică în runda finală |
| 4   | Serbia   | 5  | 2 | 3 | 370 | 387 | −17  | 7   | Se califică în runda finală |
| 5   | Slovacia | 5  | 2 | 3 | 385 | 374 | +11  | 7   |                             |
| 6   | Croația  | 5  | 0 | 5 | 312 | 434 | −122 | 5   |                             |

1. 1 2  Lituania–Rusia 78–74
2. 1 2  Slovacia–Serbia 74–76

| 18 iunie 2015 |  |       |  |          |  |
| Slovacia      |  | 74–76 |  | Serbia   |  |
| Lituania      |  | 78–74 |  | Rusia    |  |
| Croația       |  | 52–95 |  | Spania   |  |
| 20 iunie 2015 |  |       |  |          |  |
| Lituania      |  | 83–64 |  | Croația  |  |
| Rusia         |  | 75–61 |  | Slovacia |  |
| Serbia        |  | 80–91 |  | Spania   |  |
| 22 iunie 2015 |  |       |  |          |  |
| Slovacia      |  | 84–62 |  | Croația  |  |
| Spania        |  | 66–57 |  | Rusia    |  |
| Serbia        |  | 72–73 |  | Lituania |  |

## Runda finală
|  | Sferturi de finală | Sferturi de finală |          |        | Semifinale  | Semifinale  |  |  | Finala   | Finala |
|  |                    |                    |          |        |             |             |  |  |          |        |
|  | 24 iunie           |                    |          |        |             |             |  |  |          |        |
|  |                    |                    |          |        |             |             |  |  |          |        |
|  | Turcia             | 63                 |          |        |             |             |  |  |          |        |
|  | Turcia             | 63                 | 26 iunie |        |             |             |  |  |          |        |
|  | Serbia             | 75                 |          |        |             |             |  |  |          |        |
|  | Serbia             | 75                 | Serbia   | 74     |             |             |  |  |          |        |
|  | 24 iunie           |                    | Serbia   | 74     |             |             |  |  |          |        |
|  |                    | Belarus            | 72       |        |             |             |  |  |          |        |
|  | Lituania           | Belarus            | 72       | 66     |             |             |  |  |          |        |
|  | Lituania           |                    | 28 iunie | 66     |             |             |  |  |          |        |
|  | Belarus            | 68                 |          |        |             |             |  |  |          |        |
|  | Belarus            | 68                 | Serbia   | 76     |             |             |  |  |          |        |
|  | 25 iunie           |                    | Serbia   | 76     |             |             |  |  |          |        |
|  |                    | Franța             | 68       |        |             |             |  |  |          |        |
|  | Franța             | Franța             | 68       | 77     |             |             |  |  |          |        |
|  | Franța             | 26 iunie           |          | 77     |             |             |  |  |          |        |
|  | Rusia              | 74                 |          |        |             |             |  |  |          |        |
|  | Rusia              | 74                 | Franța   | 63     | Finala mică | Finala mică |  |  |          |        |
|  | 25 iunie           |                    | Franța   | 63     | Finala mică | Finala mică |  |  |          |        |
|  |                    | Spania             | 58       |        |             |             |  |  |          |        |
|  | Spania             | Spania             | 58       | 75     | Belarus     | 58          |  |  |          |        |
|  | Spania             |                    |          | 75     | Belarus     | 58          |  |  |          |        |
|  | Muntenegru         | 74                 |          | Spania | 74          |             |  |  |          |        |
|  | Muntenegru         | 74                 |          |        | 74          |             |  |  |          |        |
|  |                    |                    |          |        |             |             |  |  | 28 iunie |        |
|  |                    |                    |          |        |             |             |  |  |          |        |

Clasificare locurile 5-8
|  | Semifinalele pentru locurile 5-8 | Semifinalele pentru locurile 5-8 |    |          | Locul 7    | Locul 7 |  |
|  |                                  |                                  |    |          |            |         |  |
|  | 25 iunie                         |                                  |    |          |            |         |  |
|  | Turcia                           | 66                               |    |          |            |         |  |
|  | Lituania                         | 57                               |    |          |            |         |  |
|  |                                  |                                  |    |          |            |         |  |
|  |                                  |                                  |    |          | 27 iunie   |         |  |
|  |                                  |                                  |    |          | Turcia     | 68      |  |
|  |                                  | Rusia                            | 66 |          |            |         |  |
|  |                                  |                                  |    |          |            |         |  |
|  |                                  |                                  |    |          |            |         |  |
|  |                                  |                                  |    |          | Locul 5    |         |  |
|  | 26 iunie                         | 26 iunie                         |    | 27 iunie | 27 iunie   |         |  |
|  | Rusia                            | 73                               |    | Lituania | 77         |         |  |
|  | Muntenegru                       | 65                               |    |          | Muntenegru | 89      |  |

## Clasament final
| Loc | Echipă       | Record |
| --- | ------------ | ------ |
|     | Serbia       | 7–3    |
|     | Franța       | 8–2    |
|     | Spania       | 9–1    |
| 4   | Belarus      | 5–5    |
| 5   | Turcia       | 8–2    |
| 6   | Rusia        | 5–5    |
| 7   | Muntenegru   | 5–5    |
| 8   | Lituania     | 5–5    |
| 9   | Slovacia     | 3–4    |
| 10  | Grecia       | 4–3    |
| 11  | Cehia        | 3–4    |
| 12  | Croația      | 2–5    |
| 13  | Letonia      | 2–2    |
| 14  | Suedia       | 1–3    |
| 15  | Italia       | 1–3    |
| 16  | Ucraina      | 1–3    |
| 17  | Ungaria      | 1–3    |
| 18  | Polonia      | 0–4    |
| 19  | România      | 0–4    |
| 20  | Regatul Unit | 0–4    |

## Statistici și premii

### Lideri statistici
| Name           | PPM  |
| -------------- | ---- |
| Alba Torrens   | 19,7 |
| Sandrine Gruda | 17,8 |
| Kristi Toliver | 17,4 |
| Lara Sanders   | 16,7 |
| Angel Robinson | 15,9 |

| Name             | RPM  |
| ---------------- | ---- |
| Yelena Leuchanka | 11,5 |
| Angel Robinson   | 8,9  |
| Lara Sanders     | 8,4  |
| Sandrine Gruda   | 8,2  |
| Astou Ndour      | 7,9  |

| Name               | PPM |
| ------------------ | --- |
| Jelena Škerović    | 7,1 |
| Céline Dumerc      | 5,9 |
| Ișıl Alben         | 5,5 |
| Lindsey Harding    | 5,3 |
| Veronika Bortelová | 5,3 |

| Name                   | BPM |
| ---------------------- | --- |
| Lara Sanders           | 2,0 |
| Anna Jurčenková        | 1,9 |
| Natalia Vieru          | 1,8 |
| Anastasiya Verameyenka | 1,3 |
| Angel Robinson         | 1,0 |
| Danielle Page          | 1,0 |
| Luca Ivanković         | 1,0 |

| Name                | PPM |
| ------------------- | --- |
| Ișıl Alben          | 2,5 |
| Sandra Linkevičienė | 2,1 |
| Epiphanny Prince    | 1,9 |
| Katsiaryna Snytsina | 1,7 |
| Milica Dabović      | 1,6 |
| Marta Xargay        | 1,6 |

### Premii
| Guard                               | Pivot          | Atacant                     |
| Echipa ideală                       | Echipa ideală  | Echipa ideală               |
| ----------------------------------- | -------------- | --------------------------- |
| Ana Dabović Céline Dumerc           | Sandrine Gruda | Alba Torrens Sonja Petrović |
| Cea mai bună jucătoare: Ana Dabović |                |                             |

## Legături externe
- Site web oficial